# Kvarnbrännan
Kvarnbrännan är ett naturreservat i Vindelns kommun i Västerbottens län.
Området är naturskyddat sedan 2016 och är 218 hektar stort. Reservatet består en sandhed bevuxen med tallar, vilken är omgiven av myrmark och en liten tjärn. I väster finns barrblandskogar.